# Invidia del pene
L'invidia del pene (in tedesco: Penisneid) è un concetto psicoanalitico classico teorizzato da Sigmund Freud. Riguarda lo sviluppo psicosessuale femminile e il senso di angoscia che sperimenterebbero le bambine quando notano di non possedere il pene. Freud considerava questa realizzazione un momento decisivo in una serie di transizioni verso una sessualità femminile matura e lo sviluppo di un'identità di genere. Nella teoria freudiana, la fase dell'invidia del pene segna il passaggio dall'attaccamento alla madre alla competizione con la madre per l'attenzione, il riconoscimento e l'affetto del padre. La reazione dei bambini alla presa di coscienza che le donne non hanno un pene è invece definita "angoscia di castrazione".
Le teorie di Freud sullo sviluppo psicosessuale, e in particolare sulla fase fallica, furono criticate e perfezionate da altri psicoanalisti, come Karen Horney, Otto Fenichel, Ernest Jones, Erik Erikson, Jean Piaget, Juliet Mitchell e Clara Thompson.
Molte femministe sostengono che la teoria psicosessuale di Freud sia eteronormativa e neghi alle donne una sessualità matura indipendente dagli uomini; lo criticano anche per aver privilegiato la vagina sulla clitoride come centro della sessualità femminile.

## L'invidia del pene secondo Freud
Freud suggerì il concetto di invidia del pene per la prima volta nel 1908, nel saggio Sulle teorie sessuali dei bambini; in seguito lo incluse estensivamente nella seconda edizione dei Tre saggi sulla teoria sessuale, così come in diverse altre opere (in particolare, Introduzione al narcisismo). Tale tesi risalirebbe alle descrizioni e ai sogni dei pazienti trattati da Freud.
Secondo Freud, l'invidia del pene nasce come fantasia della bambina, che nel corso del suo sviluppo viene a conoscenza della differenza sessuale anatomica tra uomo e donna. Secondo la teoria pulsionale di Freud, ciò accade durante la fase fallica intorno ai 3-5 anni di età. In questa fase il pene diventa l'organo di principale interesse per entrambi i sessi. Questo diventa il catalizzatore di una serie di eventi chiave dello sviluppo psicosessuale. Questi eventi, sono noti come complesso di Edipo per i bambini e complesso di Elettra per le bambine. 
La bambina si rende conto che non ha un pene e sviluppa la fantasia inconscia che ciò è dovuto al fatto di essere stata castrata. Come difesa contro questa fantasia, che va di pari passo con il sentimento di inferiorità, la bambina sviluppa l'invidia del pene dell'uomo. Questa invidia può essere spiegata in un susseguirsi di passaggi:
- poco dopo il passaggio libidico al pene, la bambina sviluppa i suoi primi impulsi sessuali verso la madre;
- la bambina si rende conto che non è fisicamente equipaggiata per avere una relazione eterosessuale con la madre, dal momento che le "manca qualcosa", quel qualcosa è individuato nel pene;
- desidera allora possedere il pene e il potere che rappresenta. La soluzione è ottenere il pene del padre;
- sviluppa un desiderio sessuale per il padre;
- la bambina incolpa la madre per la sua apparente castrazione (la castrazione è interpretata come punizione che la madre ha voluto infliggere alla bambina per aver desiderato il padre);
- il desiderio sessuale per il padre porta al desiderio di sostituire ed eliminare la madre, vista come rivale;
- la bambina si identifica con la madre in modo che possa imparare ad imitarla, e quindi a sostituirla;
- la bambina anticipa che entrambi questi desideri saranno puniti;
- la bambina utilizza allora il meccanismo di difesa dello spostamento, che porta a reindirizzare l'oggetto dei suoi desideri sessuali dal padre agli uomini in generale.

Freud riteneva che nel normale sviluppo femminile l'invidia del pene si trasformasse nel desiderio di un uomo e/o di un figlio, specialmente maschio: "La felicità è grande se questo desiderio infantile trova più tardi il suo appagamento reale, ma in modo del tutto particolare se il bambino è un maschio che porta con sé l'agognato pene." Questi complessi, sia nelle bambine (invidia del pene) che nei bambini (angoscia di castrazione), sarebbero fondamentali nello sviluppo dell'identità di genere e sessuale.